# Андервуд, Сэм
Сэм Льюис Андервуд(англ. Sam Lewis Underwood, род. 4 августа 1987, Уокинг, Англия, Великобритания) — британский актёр кино и телевидения, наиболее известный по роли близнецов Люка и Марка в сериале «Последователи».

## Жизнь и карьера
Сэм Андервуд родился в Уокинге, Англия. Свою карьеру на телевидении начал в 2009 году, снявшись в короткометражном фильме «Мясо после школы». В 2013 году снялся в нескольких эпизодах в таких известных сериалах как «Родина» и «Декстер». С 2014 года начиная со второго сезона играл одну из главных ролей в сериале канала Fox «Последователи».

## Фильмография
| Год       |   | Русское название           | Оригинальное название | Роль            |
| --------- | - | -------------------------- | --------------------- | --------------- |
| 2013      | ф | Искусство любви            | The Last Keepers      | Оливер Сэндс    |
| 2013      | с | Последний час              | Zero Hour             | Мартин Купп     |
| 2013      | с | Декстер                    | Dexter                | Зак Гамильтон   |
| 2013      | с | Родина                     | Homeland              | Лео Каррас      |
| 2014—2015 | с | Последователи              | The Following         | Люк / Марк      |
| 2015      | ф | Нью-йоркская история любви | A New York Love Story | Леви            |
| 2017      | с | Бойтесь ходячих мертвецов  | Fear the walking dead | Джейк Отто      |
| 2017      | ф | Снова привет               | Hello Again           | Леокардиа       |
| 2019—2022 | с | Династия                   | Dynasty               | Адам Кэррингтон |